# ゾウ上科
ゾウ上科（ゾウじょうか、学名：Elephantoidea）は、ゾウと、ステゴドン科や "Tetralophodont gomphotheres" など、ゾウに最も近い絶滅した近縁種を含む分類群で、後者はゴンフォテリウム科に分類される。本クレードの固有派生形質の特徴は、象牙細管によって形成される市松模様の存在である。